# Dufourspitze
Die Dufourspitze (italienisch Punta Dufour, französisch Pointe Dufour, rätoromanisch Piz da Dufour) ist mit 4634 m ü. M. der höchste Gipfel in den Walliser Alpen und der Schweiz sowie des gesamten deutschen Sprachraums. Nach dem Mont Blanc mit 4805,59 m ü. M. ist der Monte Rosa mit der Dufourspitze als höchstem Gipfel der zweithöchste Berg der Alpen und Westeuropas.

## Lage
Der Berggipfel gehört zum Monte-Rosa-Massiv auf der Grenze zu Italien. Die Bergspitze liegt rund 160 m von der Staatsgrenze entfernt auf Schweizer Gebiet. Das gesamte Bergmassiv wird üblicherweise als italienisch-schweizerischer Grenzberg angesehen, sodass die Rolle des höchsten Berges, der ganz auf Schweizer Gebiet liegt, dem Dom (ebenfalls in den Walliser Alpen) zukommt.

## Geschichte

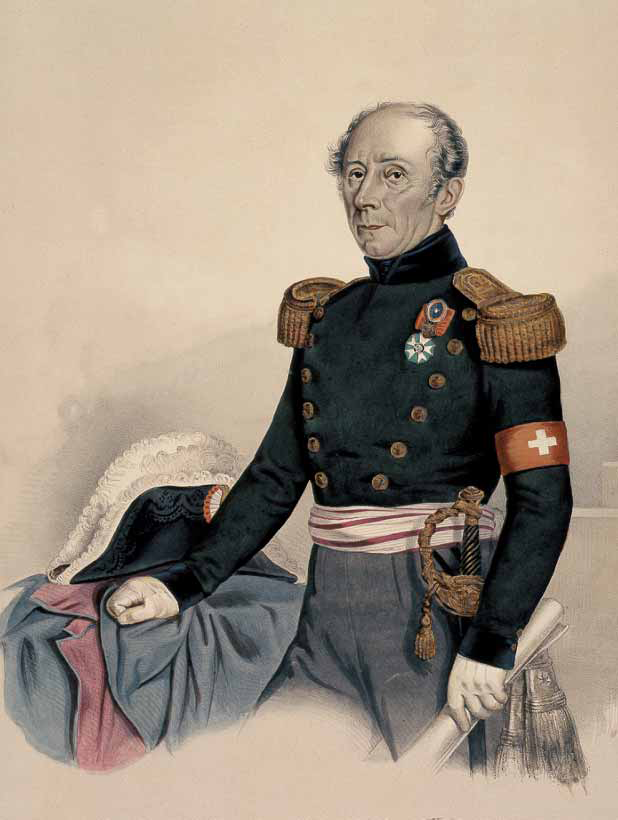
Guillaume-Henri Dufour

### Namensgebung
- Die Dufourspitze erhielt ihren heutigen Namen im Jahre 1863 auf Beschluss des Schweizerischen Bundesrates. Die Umbenennung erfolgte zu Ehren des Schweizer Generals und Kartografen Guillaume Henri Dufour (1787–1875).[1][2][3] Er war Herausgeber des ersten exakten Landkartenwerkes der Schweiz, der nach ihm benannten Dufourkarte.
- Auf der Dufourkarte wurde sie 1862 als Höchste Spitze bezeichnet.[4]
- In der Schweiz hiess dieser Gipfel ursprünglich Gornerhorn[5] (= starker oder grosser Berg). In der Literatur wird vertreten, dass teilweise auch die Auffassung bestanden habe, dass der Name Gornerhorn das gesamte Bergmassiv bezeichnet habe. Gegen diese These wurde aber eingewandt, dass «ein ganzer ausgedehnter Gebirgsstock kaum als einfaches Horn bezeichnet worden» wäre.[2][3] Der Name Gornerhorn stammt von den Walsern.[5] Auch der Name Schwärzehorn war vormals geläufig.[5]
- In Italien wurde der Gipfel La più alta cima[6] (= Hohe Spitze oder Hochspitz) und auch Rosa Bianca[5] genannt.

### Besteigung
Die Erstbesteigung fand am 1. August 1855 durch eine von Charles Hudson geleitete Seilschaft statt. Weitere Teilnehmer der Seilschaft waren John Birkbeck, Edward J. W. Stephenson und die Brüder Christopher Smyth und James G. Smyth. Die Bergführer Johannes und Matthäus Zumtaugwald aus Zermatt und Ulrich Lauener aus Lauterbrunnen bahnten den Engländern den Weg. Charles Hudson stürzte zehn Jahre später bei der Erstbesteigung des Matterhorns während des Abstiegs zu Tode. Die zweite Besteigung fand ebenfalls noch im Jahr 1855 statt.

## Routen
Die klassische Route über die Ostflanke wurde erstmals 1872 von den Engländern Richard und William Pendlebury und Charles Taylor, dem Schweizer Ferdinand Imseng, dem Österreicher Gabriel Spechtenhauser und dem Italiener Giovanni Oberto begangen. 
Im Juli 1889 bestieg Monsignore Achille Ratti, der spätere Papst Pius XI., damals Bibliothekar an der Biblioteca Ambrosiana in Mailand, die Dufourspitze über die Ostflanke; zuvor hatte er schon den Mont Blanc und das Matterhorn bestiegen. Ratti verfasste auch eine nicht unbedeutende Zahl alpinistischer Schriften. Nach ihm wurde später die Weißkugelhütte im Südtiroler Teil der Ötztaler Alpen auf Italienisch Rifugio Pio XI benannt, auch heißt der größte Gletscher Patagoniens, der Brüggen-Gletscher, im Spanischen zu Ehren des Bergsteiger-Papstes El Glaciar Pio XI.
Ausgangspunkt für eine Besteigung der Dufourspitze von der Schweizer Seite über den Normalweg ist die Monte-Rosa-Hütte (2883 m ü. M.).